# Christopher Chataway
Sir Christopher John Chataway (31. ledna 1931 Londýn – 19. ledna 2014 tamtéž) byl britský atlet a politik.
Vystudoval ekonomii a politologii na oxfordské Magdalen College. Závodil v běhu na dlouhých tratích za klub Walton AC. Na mistrovství Evropy v atletice 1954 získal v běhu na 5000 metrů stříbrnou medaili za Volodymyrem Kucem, na Hrách Commonwealthu ve stejném roce vyhrál závod na tři míle v rekordu her. Krátce byl světovým rekordmanem na pět kilometrů, byl také jedním z vodičů Rogera Bannistera při jeho světovém rekordu na jednu míli a vyhrál první ročník ceny BBC Sports Personality of the Year Award v roce 1954. Startoval na dvou olympiádách: v roce 1952 byl v závodě na 5000 metrů pátý, v roce 1956 obsadil na stejné trati jedenácté místo.
Pracoval jako manažer v pivovaru Guinness, kde stál u zrodu Guinnessovy knihy rekordů. Později působil jako reportér pro televizní stanice ITV a BBC, od roku 1958 zasedal v London County Council a v letech 1959–1966 a 1969–1974 byl poslancem Dolní sněmovny za Konzervativní stranu, za svoje angažmá ve prospěch válečných uprchlíků obdržel Nansenovu cenu. Ve vládě Edwarda Heathe byl v letech 1970–1972 ministrem pošt a telekomunikací a v letech 1972–1974 ministrem pro průmyslový rozvoj. Po pádu vlády působil ve vedení Orion Bank a Civil Aviation Authority, byl také předsedou anglického výboru pro Hry Commonwealthu. V roce 1995 byl povýšen do šlechtického stavu.
Zemřel ve věku 82 let na rakovinu. Byl dvakrát ženat a měl pět dětí, jeho nevlastní syn Charles Walker je rovněž poslancem za konzervativce.